# Why Why Why
«Why Why Why» —en español: «¿Por qué, por qué, por qué?»—  es una canción del cantante canadiense Shawn Mendes, de su quinto álbum de estudio, Shawn (2024). Mendes escribió y produjo la canción junto con Eddie Benjamin, Mike Sabath y Scott Harris. Se lanzó a través de Island Records el 8 de agosto de 2024 como el sencillo principal del álbum, junto con la canción «Isn't That Enough». Marca el primer lanzamiento en solitario de Mendes desde su sencillo de 2023 «What the Hell Are We Dying For?». Es una canción de folk-pop con toques de country. Un video musical dirigido por Anthony Wilson y Connor Brashier se publicó en la misma fecha.

## Antecedentes y lanzamiento
Tras una pausa por problemas de salud mental que lo llevó a cancelar su quinta gira de conciertos, Wonder: The World Tour, el cantante canadiense Shawn Mendes anunció su regreso a la música con el lanzamiento de su quinto álbum de estudio, Shawn, programado para el 18 de octubre de 2024. En una declaración, elogió a su familia y amigos más cercanos por su apoyo durante la concepción del álbum. Posteriormente, anunció que lanzaría dos sencillos del álbum el 8 de agosto de 2024, titulados «Why Why Why» y «Isn't That Enough». The Official Charts Company reveló que «Why Why Why» sería el sencillo principal de Shawn. La canción se envió a la radio italiana en esa fecha.

## Composición
«Why Why Why» es una canción de folk-pop con toques de música country. En sus letras, Mendes se expresa de manera introspectiva sobre una expareja, así como sobre sus propias luchas con la ansiedad y la cancelación de su gira en un verso: «Salí del escenario sin nada más / Todas las luces estaban jodiendo mi cabeza / Pero aquí estoy, cantando canciones de nuevo / ¿Por qué, por qué, por qué? Alivia mi mente». En una entrevista con Zane Lowe de Apple Music, Mendes habló sobre la canción: «Durante la creación del álbum se convirtió en una especie de broma que, si empezaba a experimentar una ansiedad bastante fuerte en el estudio, todos estaban seguros de que una gran canción iba a venir después, porque había algún tipo de crisis de sanación, algún tipo de avance que se suponía iba a ocurrir».

## Recepción de la crítica
En una reseña positiva, Isadora Wandermurem de Clash describió la canción como un «cambio refrescante respecto a las producciones anteriores del cantante, destacando su disposición a explorar nuevos sonidos». La crítica consideró que «Why Why Why» y «Isn't That Enough» no solo son adiciones a su catálogo musical, sino un testimonio de su crecimiento como artista y como persona. Le dio a ambas canciones una calificación de ocho sobre diez. Al incluir «Why Why Why» en su lista de lanzamientos «imprescindibles» de la semana, Jason Lipshutz de Billboard señaló que es «altamente cautivador» y que muestra a Mendes «tan vulnerable que llega a sonar atormentado».

## Video musical
El video musical de «Why Why Why» se lanzó junto con la canción. Fue filmado en Hudson Valley, Nueva York, donde se escribieron y grabaron algunas canciones de Shawn. Dirigido por Anthony Wilson y Connor Brashier, el video muestra a Mendes cantando y actuando en un granero y un río; también intercala escenas de él interpretando en un lugar vacío. En el video, el cantante disfruta de la libertad, en contraste con las emociones presentes en la letra de la canción.

## Gráficos
| Listas (2024)                        | Mejor posición |
| ------------------------------------ | -------------- |
| Bélgica (Flandes) (Ultratop 50)      | 23             |
| Canadá (Canadian Hot 100)            | 30             |
| Canadá (CHR/Top 40)                  | 20             |
| Canadá (Hot AC)                      | 31             |
| Global 200 (Billboard)               | 58             |
| Irlanda (IRMA)                       | 65             |
| Japón (Billboard Japan)              | 18             |
| Países Bajos (Dutch Top 40)          | 27             |
| Países Bajos (Mega Single Top 100)   | 83             |
| Nueva Zelanda (RMNZ)                 | 4              |
| Polonia (Polish Airplay Top 100)     | 41             |
| Portugal (AFP)                       | 111            |
| Eslovaquia (Singles Digitál Top 100) | 62             |
| Corea del Sur BGM (Circle)           | 40             |
| Corea del Sur (Circle)               | 124            |
| Suecia (Sverigetopplistan)           | 60             |
| Suiza (Schweizer Hitparade)          | 51             |
| Reino Unido (UK Singles Chart)       | 59             |
| Estados Unidos (Billboard Hot 100)   | 84             |
| Estados Unidos (Adult Top 40)        | 22             |
| Estados Unidos (Mainstream Top 40)   | 33             |

## Historial de lanzamientos
| Región         | Fecha               | Formato(s)             | Discográfica | Ref.   |
| -------------- | ------------------- | ---------------------- | ------------ | ------ |
| Varios         | 8 de agosto de 2024 | Radio Airplay          | Island       | [ 4 ]  |
| Estados Unidos | 9 de agosto de 2024 | Contemporary hit radio | Island       | [ 32 ] |